# Punta Palai
La punta Palai (o monte Palai) è una delle cime più elevate della catena del Marghine-Goceano; raggiunge i 1.200 metri sul livello del mare e si trova in territorio del comune di Bolotana, nella provincia di Nuoro.
Fa parte dell'unità Badde Salighes che, con il monte Lammeddari (1.118 metri), è compresa in una catena montuosa che inizia dal Montiferru ed arriva ai monti di Alà.

## Descrizione

### Territorio
La parte della catena montuosa di cui fa parte punta Palai è costituita da rocce effusive quali basalto, trachite, andesite e riolite. Le rocce intrusive affiorano sporadicamente proprio sulla punta Palai, per poi sostituirsi gradualmente con le rocce granitiche che compongono le montagne del Goceano. Lungo il versante settentrionale della catena si estende l'altopiano di Campeda mentre a meridione della stessa si trova la media valle del Tirso. Nella regione di Ortakis si trovano le sorgenti di un importante fiume della Sardegna, il Coghinas. Più a valle, si trova la cascata Mularza Noa nell'omonima località.
Dalla vetta si può ammirare buona parte della Sardegna, dal golfo di Oristano al massiccio del Gennargentu all'altopiano di Campeda sino alle montagne della Corsica quando la visibilità lo permette.

### Clima
Le precipitazioni, prevalentemente a carattere piovoso e nevoso,  sono concentrate nei periodi autunnale ed invernale, con una media stimata compresa tra i 1.200 ed i 1.300 millimetri all'anno. Le nevicate si possono verificare da novembre a marzo, il manto nevoso può arrivare a 1 metro. Nella vetta si forma un microclima che rende le temperature più basse della media con punte da - 10° a massimo (nei casi di estati con temperature molto superiori alla media) +30/32°. I venti dominanti provengono dai quadranti settentrionali.

### Flora e fauna

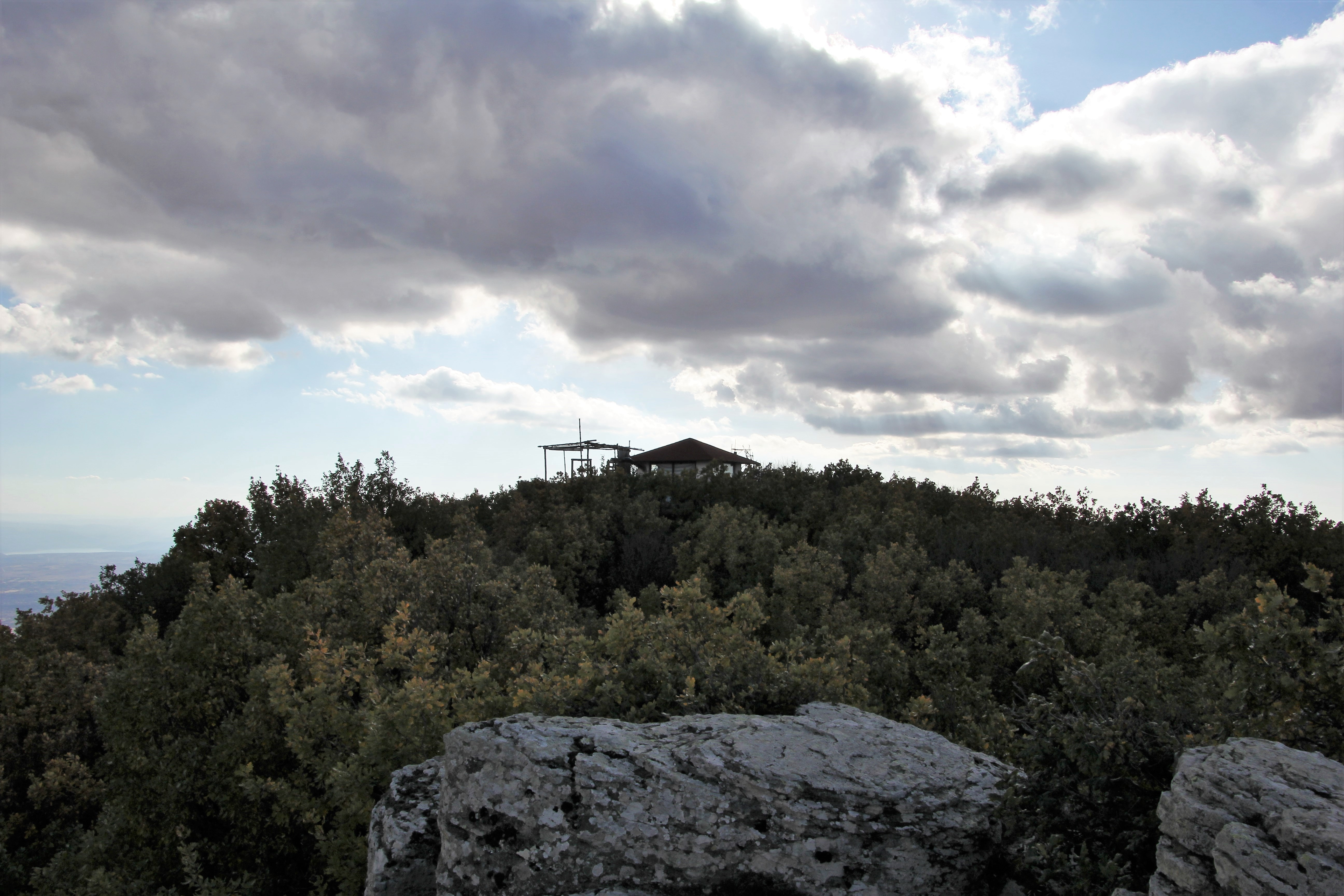
Vetta di Punta Palai

La flora arborea è rappresentata da roverelle (Quercus pubescens), lecci (Quercus ilex), ciliegi selvatici (Prunus avium), meli selvatici (Malus sylvestris), ciavardelli (Sorbus torminalis), aceri minori (Acer monspessulanum) e agrifogli (Ilex aquifolium). Le specie erbacee endemiche più comuni sono Aristolochia tyrrhena, Rumex suffocatus, Silene nodulosa, l'erba di Santa Barbara di Sardegna (Barbarea rupicola), Morisia monantha, Ribes sandalioticum, la ginestra di Corsica (Genista corsica), Euphorbia semiperfoliata, il finocchio acquatico di Sardegna (Oenanthe lisae), Verbascum conocarpum, il caglio di Schmid (Galium schmidii), il caglio di Sardegna (Galium corsicum), la betonica fetida (Stachys glutinosa) e la stregona di Corsica (Stachys corsica), l'ellera terrestre di Sardegna (Glechoma sardoa), il timo erba-barona (Thymus herba-barona), il succiamele ramoso (Orobanche rigens), il ciombolino trilobo (Cymbalaria aequitriloba), la pratolina spatolata (Bellium bellidioides), Hieracium zizianum , lo zafferano minore (Crocus minimus), lo zafferanetto di Requien (Romulea requienii), il latte di gallina minore (Ornithogalum biflorum), l'aglio paucifloro (Allium parciflorum), il giglio marino di Sardegna (Pancratium illyricum), il gigaro sardo-corso (Arum pictum) e la carice primaticcia (Carex caryophyllea).
La fauna è rappresentata da rettili come la lucertola del Bedriaga (Archaeolacerta bedriagae), la lucertola tirrenica (Podarcis tiliguerta) ed il biacco (Hierophis viridiflavus). Gli uccelli più comuni sono lo scricciolo (Troglodytes troglodytes), il pigliamosche (Muscicapa striata), la ghiandaia (Garrulus glandarius), il merlo (Turdus merula), il fringuello (Fringilla coelebs), il picchio rosso maggiore (Dendrocopos major), la cornacchia grigia (Corvus cornix), il corvo imperiale (Corvus corax), il nibbio reale (Milvus milvus), il falco
pellegrino (Falco peregrinus), il grifone (Gyps fulvus), la magnanina (Sylvia undata) e la magnanina sarda (Sylvia sarda), l'occhiocotto (Sylvia melanocephala), la capinera (Sylvia atricapilla), il passero solitario (Monticola solitarius), l'allodola (Alauda arvensis), la calandra (Melanocorypha calandra), la tottavilla (Lullula arborea), l'averla capirossa (Lanius senator), la ballerina bianca (Motacilla alba) e la ballerina gialla
(Motacilla cinerea). Tra i mammiferi vi sono il topo quercino (Eliomys quercinus), il riccio (Erinaceus europaeus), la martora (Martes martes), la volpe (Vulpes vulpes), il cinghiale (Sus scrofa), il gatto selvatico (Felis lybica sarda).